# Pseudomyrmex macrops
Pseudomyrmex macrops är en myrart som beskrevs av Ward 1992. Pseudomyrmex macrops ingår i släktet Pseudomyrmex och familjen myror. Inga underarter finns listade i Catalogue of Life.